# Burger-Highlife
Der Burger-Highlife ist eine Form des Highlife, die von ghanaischen Immigranten in Deutschland geschaffen worden ist. Burger-Highlife wird als deutsche Musikrichtung angesehen.

## Geschichte
Ende der 70er, Anfang der 80er Jahre emigrierten viele ghanaische Staatsbürger ins Ausland. Auch in Deutschland, besonders in den Städten Berlin, Düsseldorf und Hamburg, fanden viele von ihnen eine neue Heimat. Die Entstehung von Burger-Highlife ist in diesem Zusammenhang zu sehen: Ghanaische Künstler fanden in Deutschland eine Inspirationsquelle, die den musikalischen Mix von Highlife, Disco und Funk prägte und den typischen Stil von Burger-Highlife mitbestimmte. Mit dem spezifischen Burger-Highlife-Stil erschufen sie eine Subkultur, die in Ghana, in der ghanaischen Exil-Gemeinschaft sowie weltweit Anklang fand. George Darko, Lee Dodou, Rex Gyamfi und Charles Amoah sind nur ein paar der nennenswerten Wegbereiter; international erfolgreiche Songs wie „Akoo ti brofo“ stehen exemplarisch für ihren Erfolg.

## Vertreter
- George Darko
- Lee Dodou
- Rex Gyamfi
- Charles Amoah
- Pat Thomas
- McGod
- Bob Fiscian